# Porta Medaglia
Porta Medaglia è la zona urbanistica 12L del Municipio Roma IX di Roma Capitale (zona "O" 48). Si estende sulla zona Z. XXIII Castel di Leva.
La zona è caratterizzata dalla presenza di una torre medioevale posta su un'alta collina, che prende il nome dalla tenuta di Porta Medaglia. 41.757166°N 12.549785°E

## Geografia fisica

### Territorio
Si trova nell'area sud del comune, a ricoprire gran parte della riserva naturale di Decima-Malafede.
La zona urbanistica confina:
- a nord con la zona urbanistica 12H Vallerano-Castel di Leva
- a est con i comuni di Marino, Castel Gandolfo e Albano Laziale
- a sud con la zona urbanistica 12N Santa Palomba e con il comune di Pomezia
- a ovest con la zona urbanistica 12I Decima